# Гайдайки
Гайдайки́ — село в Україні,  у Війтовецькій селищній громаді Хмельницького району Хмельницької області. Населення становить 341 осіб. До 2020 орган місцевого самоврядування — Купільська сільська рада.

## Історія
Історичною датою утворення поселення вважається 1680 рік.
У 1906 році Гайдайська Слобода Купільської волості Старокостянтинівського повіту Волинської губернії. Відстань від повітового міста 65 верст, від волості 5. Дворів 43, мешканців 282.
7 (20) листопада 1917 року, відповідно до Третього Універсалу Української Центральної Ради, увійшло до складу Української Народної Республіки.

## Населення

### Мова
Розподіл населення за рідною мовою за даними :
| Мова       | Кількість | Відсоток |
| ---------- | --------- | -------- |
| українська | 338       | 99.12%   |
| російська  | 3         | 0.88%    |
| Усього     | 341       | 100%     |

## Галерея

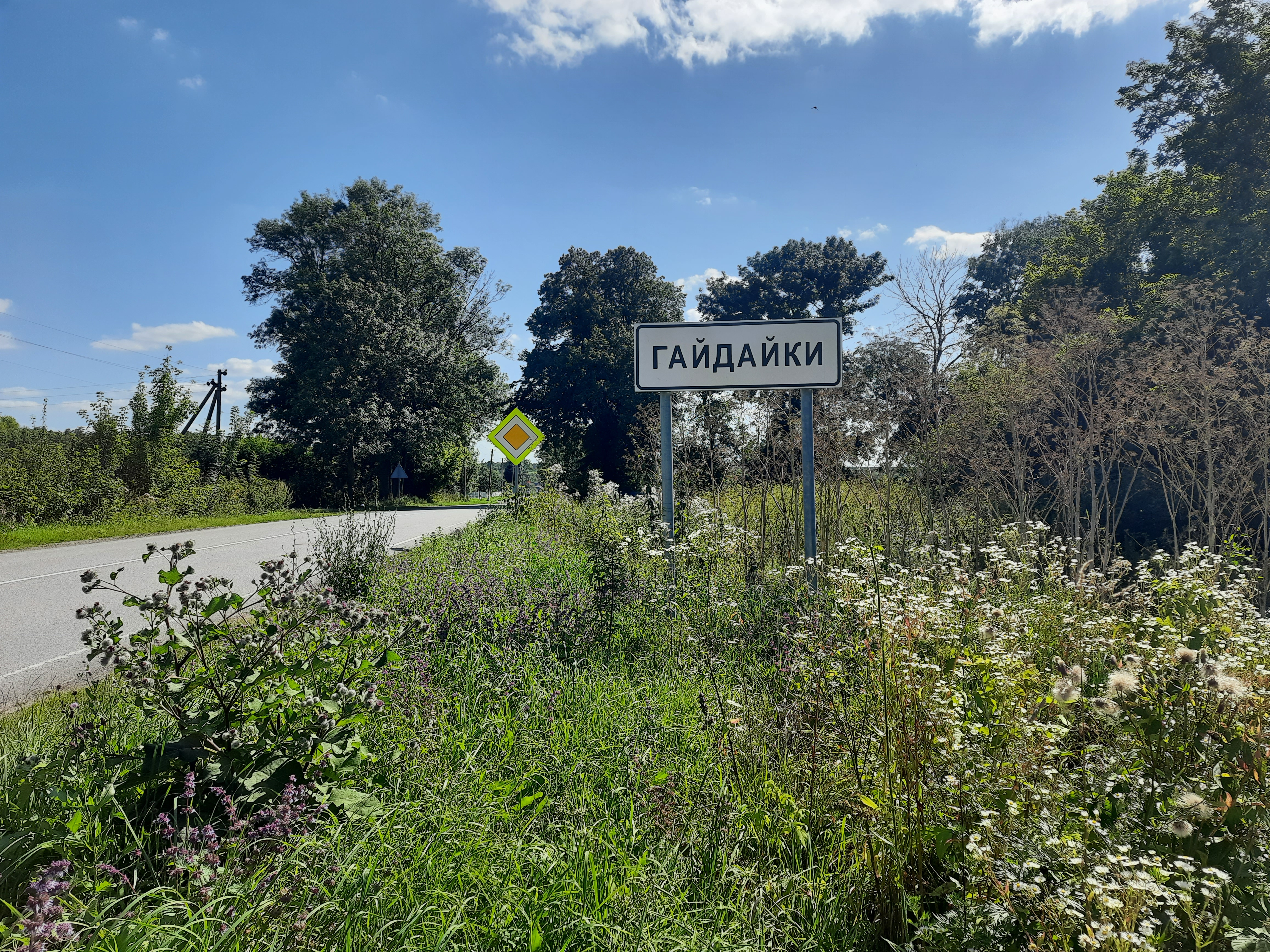
Дорожній знак при в'їзді в село
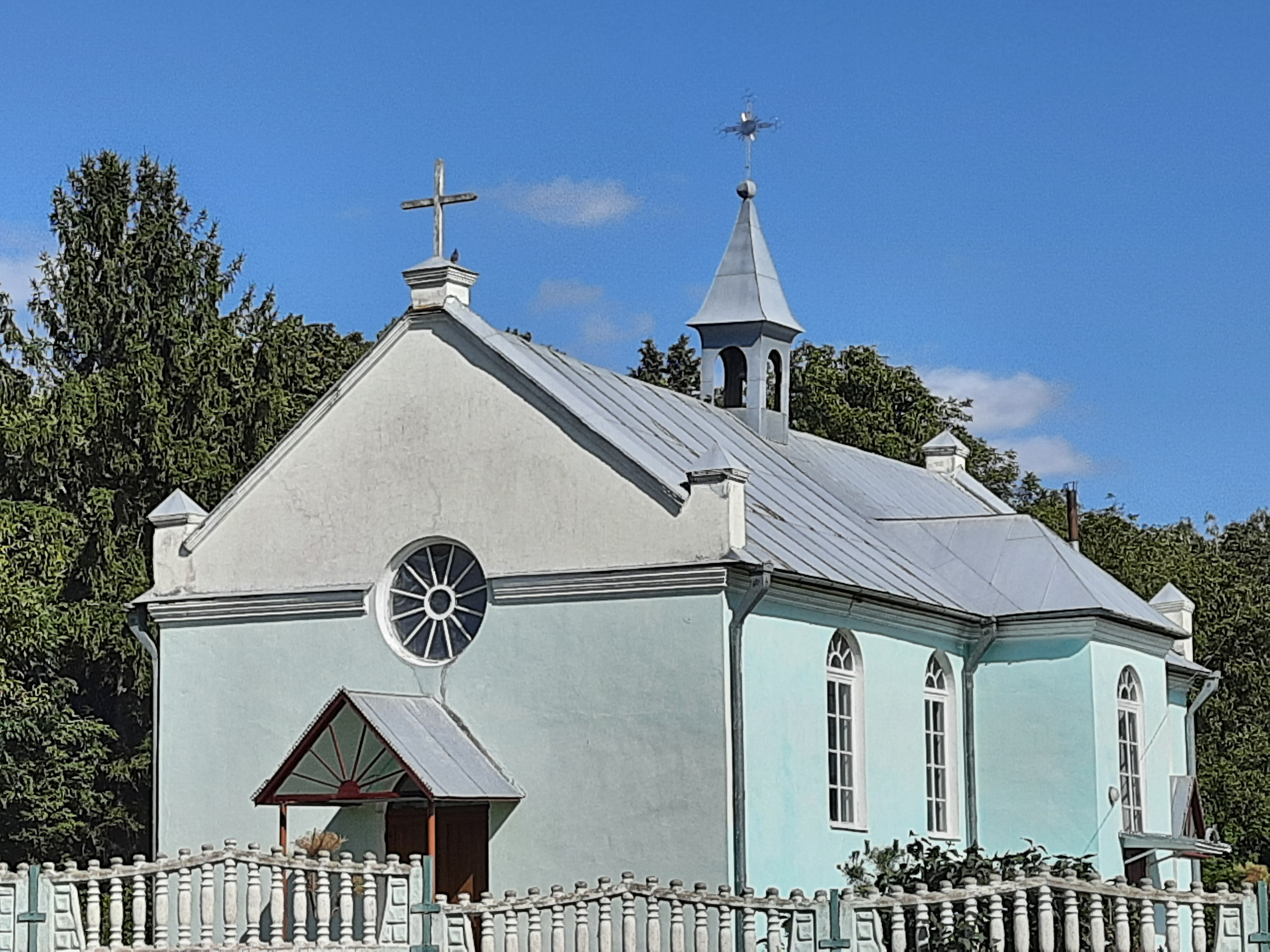
Костел Матері Божої Фатімської
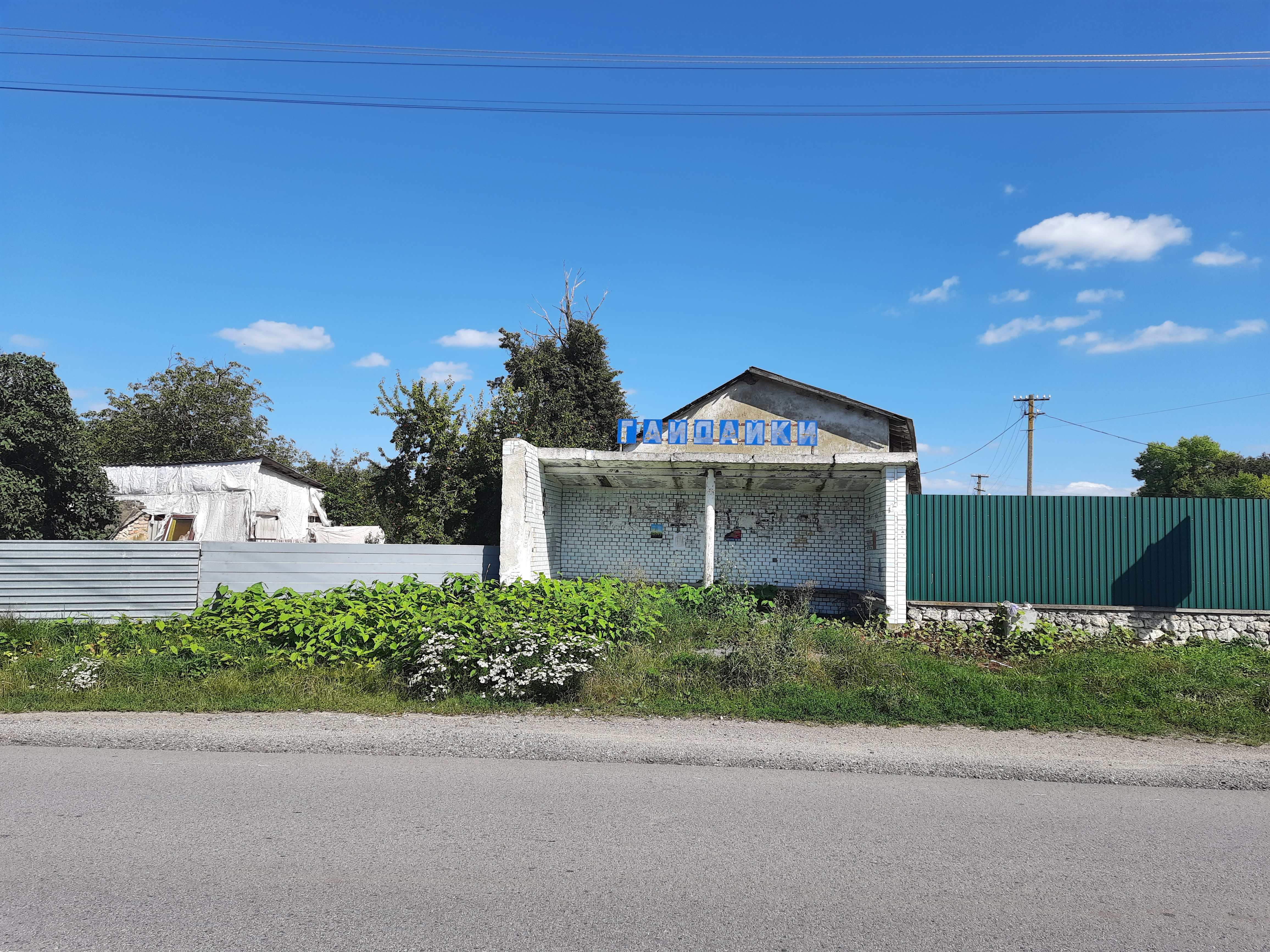
Автобусна зупинка
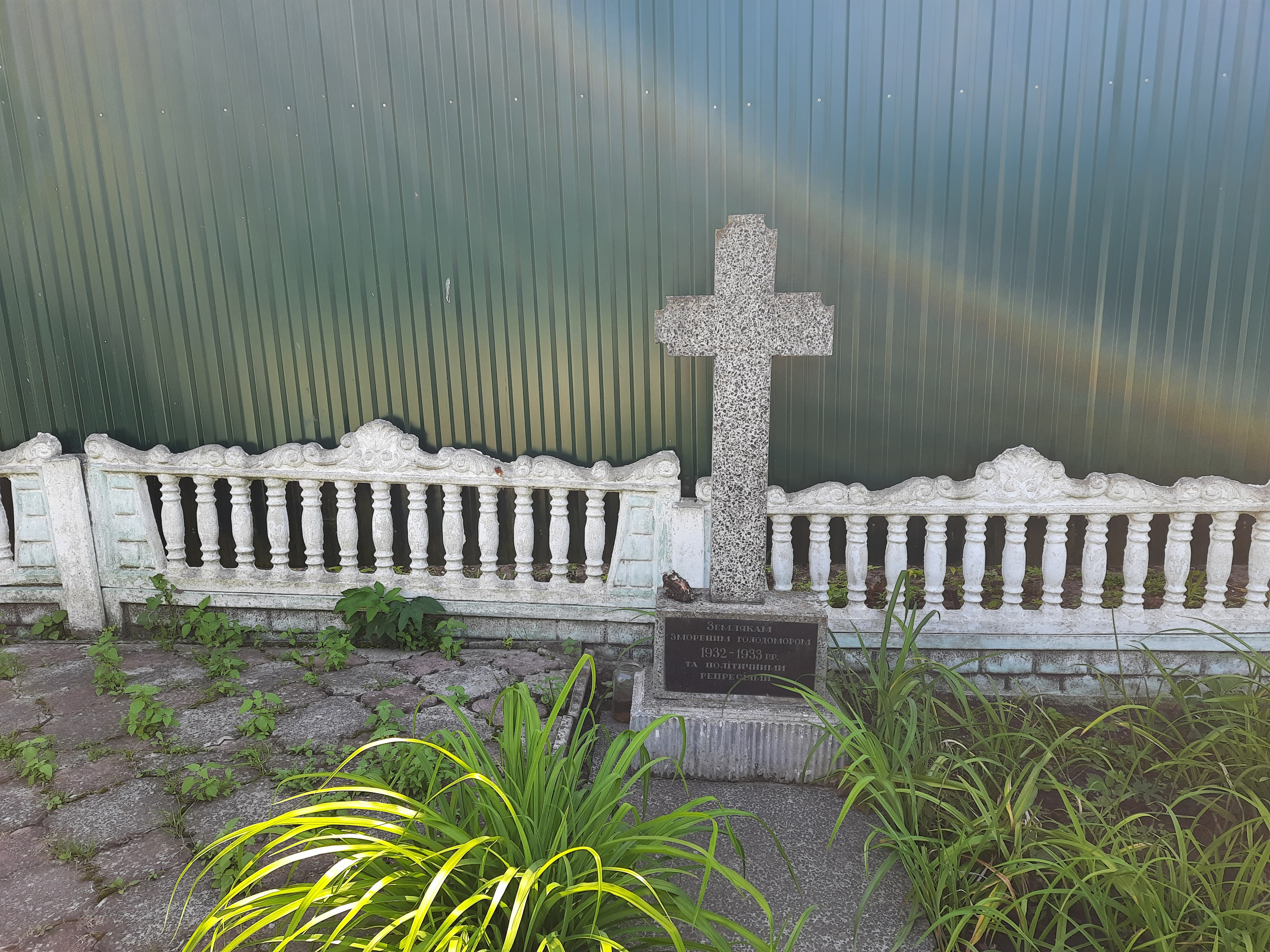
Пам'ятний знак жертвам голодомору
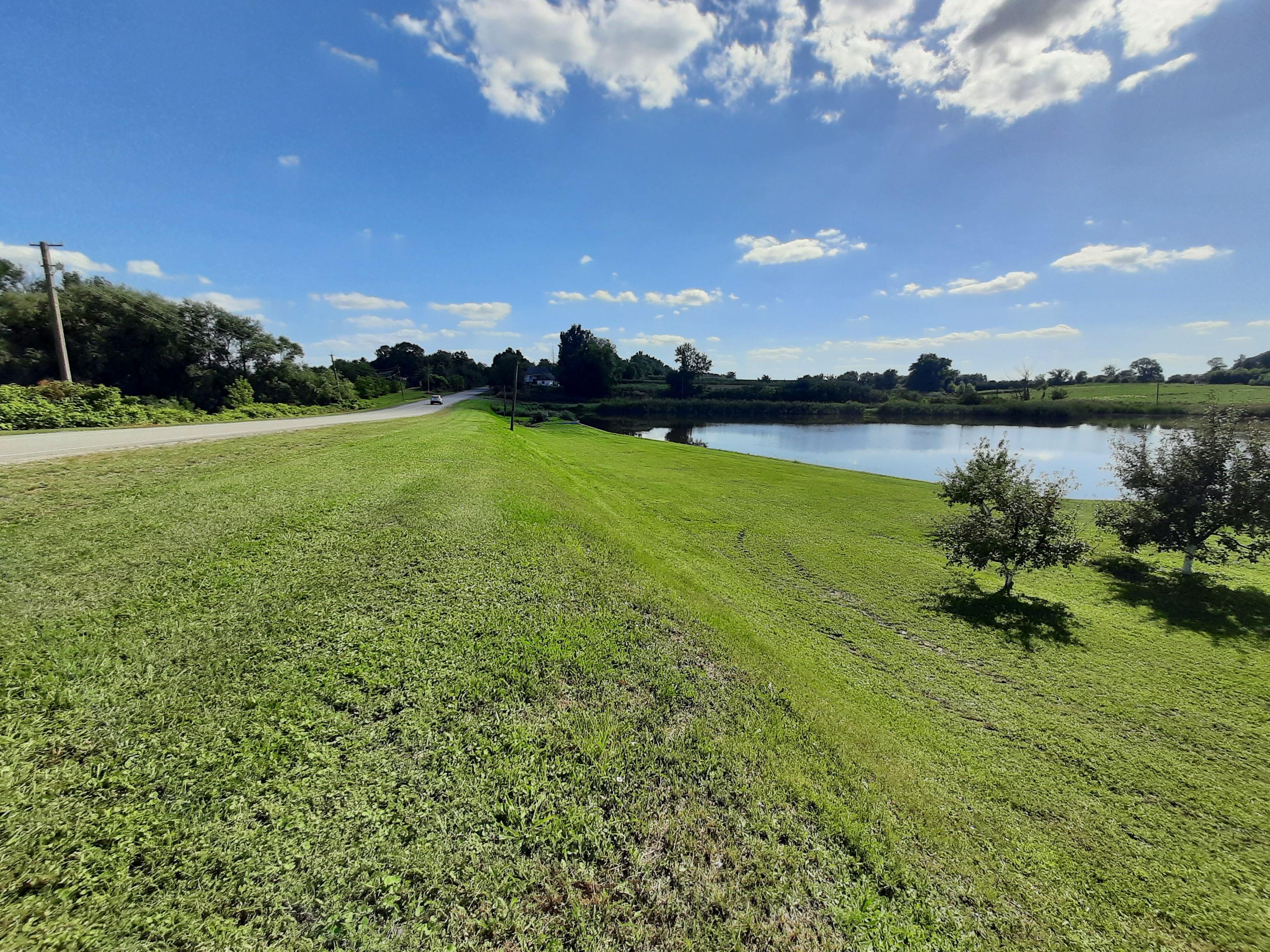
Сільський краєвид